# غترة
الغُترة أو الغُطرة وهي عبارة عن قطعة قماش بيضاء مصنوعة من القطن الخفيف يتم ثنيها بشكل مثلث توضع على الرأس ويقوم العقال بتثبيتها. ويرجع اصلها لشبه الجزيرة العربية.
وتلبس في دول الخليج العربي ويتميز بلبسها أهل ساحل الخليج العربي من المنطقة الشرقية السعودية و المنطقة الجنوبية السعودية وكثير من غرب السعودية، ويشتهر أهل نجد وسط السعودية وشمال السعودية بالشماغ الأحمر. وتلبس إيضا في الكويت والبحرين وقطر والإمارات والأحواز والعراق

## أصل التسمية
يسمى الغترة من الجذر العربي غتر للتغطية.